# Zaragon
Zaragon is het derde studiomuziekalbum van de Britse zanger John Miles.
Het album was de opvolger van de albums Rebel en Stranger in the City. Rebel, met de compositie Music, was overal een succes; Stranger in the City was al minder succesvol, behalve in de Verenigde Staten en Engeland. Zaragon zou de stagnatie voortzetten. De genoemde albums werden eerst wereldwijd door Decca (of aanverwante platenlabels verzorgd; Arista zag in John Miles echter een grote ster en was bereid zijn contract voor de rest van de wereld los te kopen voor $ 500.000,00. Miles overstap naar Arista is achteraf moeilijk te verklaren; het label stond er destijds al om bekend, dat men nauwelijks promotie verrichtte voor albums. Wel kreeg Miles een voorschot van hetzelfde bedrag om de elpee op te nemen. Het oorspronkelijke album kwam uit in maart 1978; de cd-versie in 2008.

## Musici
- John Miles – alle instrumenten behalve
- Bob Marshall – basgitaar
- Barry Black – slagwerk.

## Composities
Alle composities van John Miles
1. Overture 
een gelijk epos als de compositie Music, maar dan zonder orkest;
2. Borderline
3. I have never been in love before
4. No hard feelings 
single met B-kant Mitre Square (zie laatste track); behalve in Spanje daar waren a en B-kant verwisseld;
5. Plain Jane
6. Nice man Jack 
 over Jack the Ripper
  1. Kensington Gardens;
  2. Mitre Square;
  3. Harley Street;
7. Zaragon
8. Mitre Square (singleversie) (bonustrack op cd)